# فلسطينيو سلطنة عمان
فلسطينيو سلطنة عُمان، ويعرفون أيضاً الجالية الفلسطينية في سلطنة عُمان، وهم الفلسطينيون اللذين يقيمون على أرض دولة سلطنة عُمان، من مجموع اللاجئين الفلسطينيين في الشتات الفلسطيني عبر أنحاء العالم.

## التاريخ
- بدأت الهجرة الفلسطينية إلى دولة سلطنة عمان كباقي الدول مبكرة، وذلك بعد النزوح الفلسطيني جراء النكبة عام 1948حرب 1967 والأحداث السياسية الأخرى، إلى الشتات ودول الجوار.

- انتقل جزء من الفلسطينيين في رحلة البحث عن العمل إلى دول الخليج النفطية ومنها سلطنة عمان.

- تتواجد الجالية الفلسطينية في سلطنة عمان في مختلف المدن والمحافظات.[4]

## الأعمال
- يعمل أبناء الجالية الفلسطينية في سلطنة عمان في مختلف المجالات.

- تعتبر الجالية الفلسطينية من الجاليات المستقرة والفعالة، كون أغلب أفرادها من المتعلمين ورجال الأعمال.[5]

## المؤسسات الفلسطينية
النادي الاجتماعي للجالية الفلسطينية في سلطنة عمان ويقع في العاصمة مسقط، وهو نادي اجتماعي وثقافي ورياضي، يسعى إلى تعزيز روابط التواصل بين أفراد الجالية الفلسطينية في سلطنة عمان.

## الدعم والمساندة
- تقدم الدولة الدعم والمساندة لأبناء الشعب الفلسطيني.

- استقبلت الدولة عدد من الجرحى الفلسطينيين جراء الحرب الإسرائيلية على قطاع غزة.[7]